# Medalha Real

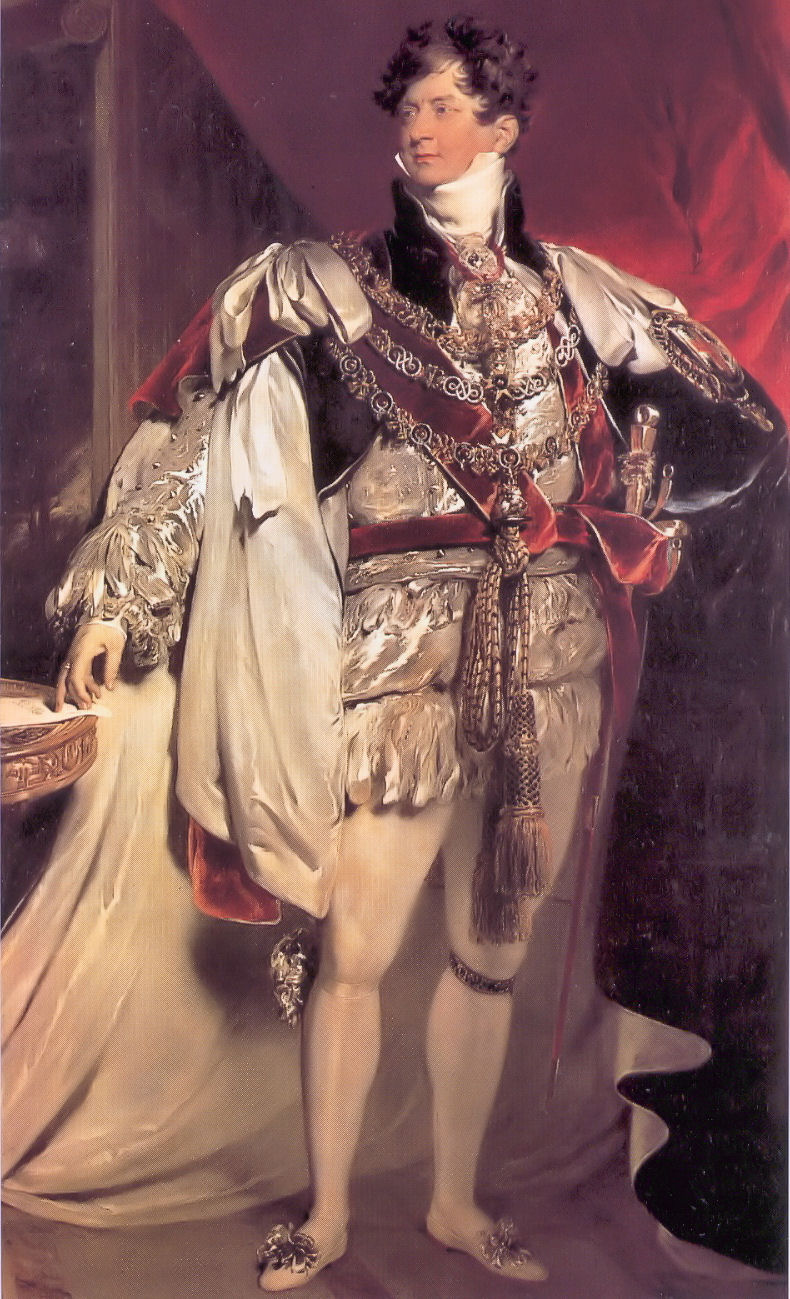
George IV, que criou o prêmio em 1826

A Medalha Real, também conhecida como "Medalha da Rainha", é uma medalha de prata entregue anualmente pelo monarca do Reino Unido por recomendação da Real Sociedade de Londres, sendo duas às "mais importantes contribuições para o avanço do conhecimento da Natureza" (uma para cada uma das grandes divisões da ciência) e outra para "contribuições extraordinárias no campo das ciências aplicadas". Estes prémios são conferidos a contribuições realizadas dentro da Comunidade Britânica.
O prémio foi instituído por Jorge IV do Reino Unido e atribuído pela primeira vez em 1826. O formato do prémio foi alterado em 1837 para abranger igualmente a matemática (as outras duas "grandes divisões da ciência" eram consideradas a física e a biologia), mas apenas cada três anos; em 1965, o sistema foi novamente mudado para permitir a atribuição anual das três medalhas.
Vários laureados do Prémio Nobel receberam também Medalhas Reais, como Frederick Sanger, Max Perutz e Francis Crick, e alguns que não são britânicos, também receberam, como Abdus Salam e Chintamani Rao, entre outros.

## Agraciados

### 1826 — 1850
| Ano  | Imagem              | Laureado                       | Campo               | Motivo |
| ---- | ------------------- | ------------------------------ | ------------------- | --- |
| 1826 |                     | James Ivory                    | Matemática          | "Por seu trabalho sobre astronomia, publicado no Philosophical Transactions no ano de 1823, e seus outros documentos valiosos sobre Temas de Matemática" |
| 1826 |                     | John Dalton                    | Física              | "Pelo desenvolvimento da teoria atômica e seus outros trabalhos importantes e descobertas na ciência física" |
| 1827 |                     | Friedrich Georg Wilhelm Struve | Astronomia          | "Pelo seu trabalho intitulado Catalogus Novus Stellarum Duplicium" |
| 1827 |                     | Humphry Davy                   | Física              | "Por sua Bakerian Lecture, sobre as relações de mudanças elétricas, considerado como o último elo, no fim do tempo, da cadeia esplêndido dos Descobrimentos em Química da Electricidade, que foi continuado por tantos anos"                                                                                                  |
| 1828 |                     | Johann Franz Encke             | Astronomia          | "Por determinação exata histórico da órbita de um cometa de curto período, como foi confirmado pela observação" |
| 1828 |                     | William Hyde Wollaston         | Química             | "Para uma comunicação histórica, direito, em um método de renderização Platina maleável, sendo a conclusão de uma série de pesquisas sobre as propriedades dos corpos metálicos contidos nos minérios de Platina " |
| 1829 |                     | Charles Bell                   | Anatomia            | "Por descobertas históricas relativas ao sistema nervoso" |
| 1829 |                     | Eilhard Mitscherlich           | Química             | "Para Descobrimentos históricos relativos às Leis de cristalização, e as propriedades dos cristais" |
| 1830 |                     | Antoine Jérôme Balard          | Química             | "Por sua descoberta do bromo" |
| 1830 |                     | David Brewster                 | Física              | "Por suas comunicações para a Royal Society sobre a polarização e outras propriedades da luz" |
| 1831 | Não houve premiação | Não houve premiação            | Não houve premiação | Não houve premiação |
| 1832 | Não houve premiação | Não houve premiação            | Não houve premiação | Não houve premiação |
| 1833 |                     | Augustin Pyramus de Candolle   | Botânica            | "Por suas pesquisas e investigações em fisiologia vegetal, conforme detalhado em seu trabalho, intitulado Physiologie Vegetale" |
| 1833 |                     | John Herschel                  | Astronomia          | "Por seu artigo "on the Investigation of the Orbits of Revolving Double Stars," inserido no quinto volume das memórias da Royal Astronomical Society" |
| 1834 |                     | Charles Lyell                  | Geologia            | "Por sua obra Princípios de Geologia" |
| 1834 |                     | John William Lubbock           | Física              | "Por seus artigos sobre as marés publicados no Philosophical Transactions" |
| 1835 |                     | Michael Faraday                | Química             | "Por suas investigações e descobertas contidas na série de pesquisas experimentais em eletricidade publicadas no Philosophical Transactions, e mais particularmente pela sétima série, relativa à natureza definida da ação eletroquímica"                                                                                    |
| 1835 |                     | William Rowan Hamilton         | Física              | "Pelos artigos publicados por ele nos volumes 16 e 17 do Transactions of the Royal Irish Academy, intitulados Supplement to an Essay on the Theory of Systems of Rays, e mais particularmente para aquelas investigações na conclusão do terceiro e último suplemento, que se relacionam com a descoberta da refração cônica" |
| 1836 |                     | George Newport                 | Anatomia            | "Por sua série de investigações sobre a anatomia e fisiologia dos insetos, contidas em seus dois artigos publicados na Philosophical Transactions nos últimos três anos" |
| 1836 |                     | John Herschel                  | Astronomia          | "Por seu artigo sobre nebulosas e aglomerados de estrelas, publicado no Philosophical Transactions de 1833" |
| 1837 |                     | William Whewell                | Física              | "Por suas pesquisas ligadas à teoria das marés, comunicadas à Royal Society e publicadas em seus Transações nos últimos três anos" |
| 1838 |                     | William Henry Fox Talbot       | Matemática          | "Por seus artigos intitulados Researches in the Integral Calculus, publicados no Philosophical Transactions de 1836 e 1837" |
| 1838 |                     | Thomas Graham                  | Química             | "Por seu artigo intitulado Inquiries respecting the Constitution of salts, of oxalates, nitrates, phosphates, sulphates and chlorides, publicado no Philosophical Transactions de 1836." |
| 1839 |                     | James Ivory                    | Matemática          | "Por seu artigo sobre a teoria das refrações astronômicas publicado no Philosophical Transactions de 1838. Parte II" |
| 1839 |                     | Martin Barry                   | Embriologia         | "Por seus artigos sobre embriologia, publicados no Philosophical Transactions de 1838 e 1839" |
| 1840 |                     | Charles Wheatstone             | Fisiologia          | "Por seu artigo intitulado Contributions to the physiology of vision, publicado no Philosophical Transactions de 1838." |
| 1840 |                     | John Herschel                  | Astronomia          | "Por seu artigo intitulado On the chemical action of the rays of the solar spectrum on preparations of silver, and other substances, both metallic and non-metallic, and on some photogenic processes, publicado em Philosophical Transactions de 1840."                                                                      |
| 1841 |                     | Eaton Hodgkinson               | Engenharia          | "Por seu artigo intitulado Experimental researches on the strength of pillars of cast iron, publicado no Philosophical Transactions de 1840." |
| 1841 |                     | Robert Kane                    | Química             | "Por seu livro de memórias intitulado The Chemical History of archil and litmus, publicado no Philosophical Transactions de 1840." |
| 1842 |                     | John Frederic Daniell          | Química             | "Por seus escritos sobre a eletrólise de compostos secundários e sobre combinações voltaicas publicadas nos Transações de 1840 e 1842." |
| 1842 |                     | William Bowman                 | Anatomia            | "Por seu artigo sobre a estrutura e uso dos corpos malpighianos do rim, com observações sobre a circulação por aquela glândula, publicado nos Philosophical Transactions do presente ano." |
| 1843 |                     | Charles Wheatstone             | Física              | "Por seu artigo intitulado An account of several new instruments and processes for determining the constants of a voltaic circuit, impresso nos Philosophical Transactions do presente ano." |
| 1843 |                     | James David Forbes             | Física              | "Por suas pesquisas sobre a lei de extinção dos raios solares na passagem pela atmosfera, contida em artigo publicado nos Philosophical Transactions de 1842." |
| 1844 |                     | George Boole                   | Matemática          | "Por seu artigo sobre um método geral de análise, publicado nos Philosophical Transactions do presente ano." |
| 1844 |                     | Thomas Andrews                 | Química             | "Por seu artigo sobre as mudanças térmicas que acompanham as substituições básicas, publicado nos Philosophical Transactions do presente ano." |
| 1845 |                     | George Biddell Airy            | Astronomia          | "Por seu artigo sobre as leis das marés na costa da Irlanda, como inferido de uma extensa série de observações feitas em conexão com o Ordnance Survey of Ireland, publicado nos Philosophical Transactions para o presente ano."                                                                                             |
| 1845 |                     | Thomas Snow Beck               | Medicina            | "Por seu artigo intitulado On the nerves of the uterus, que foi encomendado para publicação nos Philosophical Transactions." |
| 1846 |                     | Michael Faraday                | Física              | "Por suas pesquisas experimentais em eletricidade, vigésima e vigésima primeira séries, sobre novas ações magnéticas e sobre as condições magnéticas de toda a matéria, inseridas nos Philosophical Transactions Part I para 1845."                                                                                           |
| 1846 |                     | Richard Owen                   | Biologia            | "Por seu artigo intitulado A description of certain Belemnites preserved with a great proportion of their soft parts in the Oxford clay at Christian-Malford, Wilts, publicado enosPhilosophical Transactions de 1844." |
| 1847 |                     | George Fownes                  | Química             | "Por seus artigos publicados nos Philosophical Transactions de 1845, sobre a formação artificial de um vegeto-álcali, e sobre a benzolina, publicados no mesmo volume dos Transactions" |
| 1847 |                     | William Robert Grove           | Física              | "Por seus artigos publicados nos Philosophical Transactions de 1845 e 1847, sobre a bateria voltaica de gás e sobre certos fenômenos de ignição voltaica." |
| 1848 |                     | Charles James Hargreave        | Matemática          | "Por seu artigo sobre a solução de equações diferenciais lineares, publicado nos Philosophical Transactions de 1848." |
| 1848 |                     | Thomas Galloway                | Matemática          | "Por seu artigo sobre o movimento adequado do Sistema Solar, publicado nos Philosophical Transactions de 1847." |
| 1849 |                     | Edward Sabine                  | Astronomia          | "Por suas contribuições para o magnetismo terrestre, publicado nos Philosophical Transactions Partes VII e VIII, e suas memórias sobre a variação diurna da declinação magnética em Santa Helena, Parte I." |
| 1849 |                     | Gideon Mantell                 | Geologia            | "Por seu artigo sobre o Iguanodon, publicado nos Philosophical Transactions do ano 1848, sendo uma continuação de uma série de artigos feitos por ele sobre o mesmo réptil fóssil, pelos quais prestou serviços eminentes à geologia."                                                                                        |
| 1850 |                     | Benjamin Brodie                | Química             | "Por suas investigações sobre a natureza química da cera, publicadas nos Philosophical Transactions de 1848 e 1849." |
| 1850 |                     | Thomas Graham                  | Química             | "Por seu artigo sobre o movimento dos gases, publicado nos Philosophical Transactions de 1849." |

### 1851 — 1900
| Ano  | Imagem               | Laureado                            | Campo                 | Motivo |
| ---- | -------------------- | ----------------------------------- | --------------------- | --- |
| 1851 |                      | William Parsons                     | Astronomia            | "Por suas observações sobre as nebulosas publicadas no Philosophical Transactions do ano de 1850" |
| 1851 |                      | George Newport                      | Entomologia           | "Por seu artigo sobre a fecundação do óvulo nos anfíbios (primeira série), publicado no Philosophical Transactions de 1851" |
| 1852 |                      | James Prescott Joule                | Física                | "Por seu artigo sobre o equivalente mecânico do calor, impresso no Philosophical Transactions de 1850" |
| 1852 |                      | Thomas Henry Huxley                 | Biologia              | "Por seus artigos sobre a anatomia e as afinidades da família das Medusas, impressos nas Philosophical Transactions" |
| 1853 |                      | Charles Darwin                      | História natural      | "Por seu trabalho intitulado Geological Observations on Coral Reefs, Volcanic Islands, and the South America, e sua obra "Fossil Circhipeda of Great Britain, Section Lepadidae, Monograph of the Circhipeda" |
| 1853 |                      | John Tyndall                        | Física                | "Por seu artigo sobre diamagnetismo e ação magne-cristalina, publicado no Philosophical Magazine em 1851 (o prêmio desta medalha foi recusado pelo Dr. Tyndall)" |
| 1854 |                      | August Wilhelm von Hofmann          | Química               | "Por suas pesquisas em química orgânica publicadas nas Transactions of the Royal and Chemical Societies." |
| 1854 |                      | Joseph Dalton Hooker                | Botânica              | "Por suas pesquisas em vários ramos da ciência, especialmente na botânica, como naturalista da expedição antártica de Sir James Ross, e em uma expedição à parte oriental da cordilheira do Himalaia; das quais parte das pesquisas foi publicada em obras intituladas The Antarctic Flora, e Flora of New Zealand, e em várias outras comunicações, e parte está agora em vias de publicação."                      |
| 1855 |                      | John Obadiah Westwood               | Entomologia           | "Por suas várias monografias e artigos sobre entomologia." |
| 1855 |                      | John Russell Hind                   | Astronomia            | "Pela descoberta de dez planetóides, o cálculo de suas órbitas e várias outras descobertas astronômicas." |
| 1856 |                      | John Richardson                     | História natural      | "Por suas contribuições para a história natural e geografia física." |
| 1856 |                      | William Thomson                     | Física                | "Por suas várias pesquisas químicas relacionadas à eletricidade, à força motriz do calor e a outros assuntos." |
| 1857 |                      | Edward Frankland                    | Química               | "Pelo isolamento dos radicais orgânicos dos álcoois, e por suas pesquisas sobre os derivados metálicos do álcool." |
| 1857 |                      | John Lindley                        | Botânica              | "Por suas numerosas pesquisas e trabalhos em todos os ramos da botânica científica, e especialmente por seu reino vegetal e seus gêneros e espécies de Orchideae." |
| 1858 |                      | Albany Hancock                      | Biologia              | "Pelas suas várias pesquisas sobre a anatomia dos moluscos." |
| 1858 |                      | William Lassell                     | Astronomia            | "Por suas várias descobertas e pesquisas astronômicas." |
| 1859 |                      | Arthur Cayley                       | Matemática            | "Por seus artigos matemáticos publicados no Philosophical Transactions e em várias revistas inglesas e estrangeiras." |
| 1859 |                      | George Bentham                      | Botânica              | "Por suas importantes contribuições para o avanço da botânica sistemática e descritiva." |
| 1860 |                      | Augustus Volney Waller              | Neurofisiologia       | Por suas investigações sobre a anatomia e fisiologia do sistema nervoso, e pela introdução de um método valioso de conduzir tais investigações." |
| 1860 |                      | William Fairbairn                   | Engenharia estrutural | "Por suas várias investigações experimentais sobre as propriedades dos materiais empregados na construção mecânica, contidos no Philosophical Transactions e nas publicações de outras sociedades científicas." |
| 1861 |                      | James Joseph Sylvester              | Matemática            | "Por suas várias memórias e pesquisas em ciências matemáticas." |
| 1861 |                      | William Benjamin Carpenter          | Fisiologia            | "Por suas pesquisas sobre os Foraminíferos, contidas em quatro memórias no Philosophical Transactions, suas investigações sobre a estrutura da casca, suas observações sobre o desenvolvimento embrionário da Púrpura e seus vários outros escritos em fisiologia e anatomia comparada" |
| 1862 |                      | Alexander William Williamson        | Química               | "Por suas pesquisas sobre os éteres compostos e suas comunicações subsequentes em química orgânica." |
| 1862 |                      | John Thomas Romney Robinson         | Astronomia            | "Pelo catálogo Armagh de 5345 estrelas, deduzido de observações feitas no Observatório de Armagh, dos anos de 1820 a 1854; por seus artigos sobre a construção de instrumentos astronômicos nas memórias da Sociedade Astronômica, e seus artigos sobre eletroímãs no Transactions of the Royal Irish Academy." |
| 1863 |                      | John Peter Gassiot                  | Física                | "Por suas pesquisas sobre bateria voltaica e corrente, e sobre descarga de eletricidade por meios atenuados." |
| 1863 |                      | Miles Berkeley                      | Botânica              | "Por suas pesquisas em botânica criptogâmica, especialmente micologia." |
| 1864 |                      | Jacob Lockhart Clarke               | Anatomia              | "Por suas pesquisas sobre a estrutura íntima da medula espinhal e do cérebro, e sobre o desenvolvimento da medula espinhal, publicadas em cinco memórias no Philosophical Transactions e em outros escritos." |
| 1864 |                      | Warren De La Rue                    | Astronomia            | "Por suas observações sobre o eclipse total do Sol de 1860 e por seus avanços na fotografia astronômica." |
| 1865 |                      | Archibald Smith                     | Matemática            | "Por seus artigos no Philosophical Transactions e em outros lugares, sobre o magnetismo dos navios." |
| 1865 |                      | Joseph Prestwich                    | Geologia              | "Por suas numerosas e valiosas contribuições para a ciência geológica e mais especialmente por seus artigos publicados no Philosophical Transactions sobre a questão geral da escavação de vales de rios e sobre os depósitos superficiais na França e na Inglaterra aos quais as obras do homem estão associadas os restos de animais extintos. "                                                                   |
| 1866 |                      | William Huggins                     | Astronomia            | "Por suas pesquisas sobre os espectros de alguns dos elementos químicos e sobre os espectros de alguns dos corpos celestes; e especialmente por suas pesquisas sobre os espectros das nebulosas, publicadas no Philosophical Transactions." |
| 1866 |                      | William Kitchen Parker              | Anatomia              | "Por suas pesquisas em osteologia comparada, e mais especialmente na anatomia do crânio, conforme contido em artigos publicados no Transactions of the Zoological Society e no Philosophical Transactions." |
| 1867 |                      | John Bennet Lawes                   | Química               | "Por suas pesquisas em química agrícola." |
| 1867 | Joseph Henry Gilbert |                                     | Química               | "Por suas pesquisas em química agrícola." |
| 1867 |                      | William Edmond Logan                | Geologia              | "Por suas pesquisas geológicas no Canadá e a construção de um mapa geológico daquela colônia." |
| 1868 |                      | Alfred Russel Wallace               | Zoologia              | "Por seus trabalhos em zoologia prática e teórica." |
| 1868 |                      | George Salmon                       | Matemática            | "Por suas pesquisas em geometria analítica e teoria das superfícies, publicadas no Philosophical Transactions, no Transactions of the Royal Irish Academy e no Quarterly Journal of Mathematics." |
| 1869 |                      | Augustus Matthiessen                | Química               | "Por suas pesquisas sobre as propriedades elétricas e outras propriedades físicas dos metais e suas ligas." |
| 1869 |                      | Thomas Maclear                      | Astronomia            | "Pela medição de um arco do meridiano no Cabo da Boa Esperança." |
| 1870 |                      | Thomas Davidson                     | Paleontologia         | "Por seus trabalhos sobre o Brachiopoda recente e fóssil, mais especialmente sua série de monografias nas publicações da Sociedade Paleontográfica." |
| 1870 |                      | William Hallowes Miller             | Mineralogia           | "Por suas pesquisas e escritos sobre mineralogia e cristalografia, e seus trabalhos científicos na restauração do Padrão Nacional de Peso." |
| 1871 |                      | George Busk                         | Zoologia              | "Por suas pesquisas em zoologia, fisiologia e anatomia comparada." |
| 1871 |                      | John Stenhouse                      | Química               | "Por suas pesquisas sobre os líquens e seus constituintes e derivados próximos, incluindo a eritrita; e por suas pesquisas sobre a ação do carvão na purificação do ar." |
| 1872 |                      | Henry John Carter                   | Zoologia              | "Por suas pesquisas longas e valiosas em zoologia, e mais especialmente por suas investigações sobre a história natural dos Spongiadae." |
| 1872 |                      | Thomas Anderson                     | Química               | "Por suas investigações sobre as bases orgânicas do óleo animal de Dippells; na codeína; nos constituintes cristalizados do ópio; na piperina e na papaverina; e por suas pesquisas em fisiológica e química animal." |
| 1873 |                      | George James Allman                 | Zoologia              | "Por suas pesquisas em zoologia e, especialmente, por suas memórias sobre a estrutura, o desenvolvimento e a fisiologia dos hidroides ginoblásticos." |
| 1873 |                      | Henry Enfield Roscoe                | Química               | "Por suas várias investigações químicas, especialmente aquelas sobre a ação química da luz e sobre o elemento Vanádio e suas combinações." |
| 1874 |                      | Henry Clifton Sorby                 | Geologia              | "Por suas pesquisas sobre clivagem Slaty e sobre a estrutura minúscula de minerais e rochas; pela construção do microespectroscópio, e por suas pesquisas em matérias corantes." |
| 1874 |                      | William Crawford Williamson         | Paleontologia         | "Por suas contribuições à zoologia e paleontologia, e especialmente por suas investigações sobre a estrutura das plantas fósseis das medidas de carvão." |
| 1875 |                      | Thomas Oldham                       | Geologia              | "Por seus longos e importantes serviços na ciência da geologia, primeiro como Professor de Geologia, Trin. Col. Dub. e Diretor da Geol. Survey of Ireland e principalmente pelo grande trabalho que ele conduziu por muito tempo como superintendente do Geol. Survey of India, também para a série de volumes de relatórios geológicos e memórias, incluindo o Palaeontographica Indica publicado sob sua direção." |
| 1875 |                      | William Crookes                     | Química               | "Por suas várias pesquisas químicas e físicas, mais especialmente por sua descoberta do tálio, sua investigação de seus compostos e determinação de seu peso atômico; e por sua descoberta da repulsão atribuível à radiação." |
| 1876 |                      | Charles Wyville Thomson             | Zoologia              | "Por sua direção bem-sucedida das investigações científicas conduzidas pelo HMS Challenger." |
| 1876 |                      | William Froude                      | Hidrodinâmica         | "Por suas pesquisas teóricas e experimentais sobre o comportamento dos navios, suas oscilações, sua resistência e propulsão." |
| 1877 |                      | Frederick Augustus Abel             | Química               | "Por suas pesquisas físico-químicas sobre algodão para armas e agentes explosivos." |
| 1877 |                      | Oswald Heer                         | História natural      | "Por suas numerosas pesquisas e escritos sobre as plantas terciárias da Europa, do Atlântico Norte, Norte da Ásia e América do Norte, e por suas generalizações hábeis a respeito de suas afinidades e suas relações geológicas e climáticas." |
| 1878 |                      | Albert Carl Ludwig Gotthilf Günther | Zoologia              | "Por suas numerosas e valiosas contribuições para a zoologia e anatomia de peixes e répteis." |
| 1878 |                      | John Allan Broun                    | Meteorologia          | "Por suas investigações durante trinta e cinco anos em magnetismo e meteorologia e por seus avanços nos métodos de observação." |
| 1879 |                      | Andrew Ramsay                       | Geologia              | "Por seus trabalhos longos e bem-sucedidos em geologia e geografia física." |
| 1879 |                      | William Perkin                      | Química               | "Por suas pesquisas sintéticas e outras em química orgânica." |
| 1880 |                      | Andrew Noble                        | Física                | "Por suas pesquisas sobre a ação de explosivos; sua invenção do cronoscópio; e outras investigações matemáticas e físicas." |
| 1880 |                      | Joseph Lister                       | Cirurgia              | "Por suas contribuições em vários assuntos fisiológicos e biológicos publicados no Philosophical Transactions & Proceedings of the Royal Society e em outros lugares; e por seus trabalhos práticos e teóricos, em questões relacionadas ao sistema antisséptico de tratamento em cirurgia." |
| 1881 |                      | John Hewitt Jellett                 | Matemática            | "Por seus vários artigos matemáticos e físicos, mais especialmente por suas pesquisas em óptica química, e sua invenção do novo e delicado analisador pelo qual foram realizadas." |
| 1881 |                      | Francis Maitland Balfour            | Biologia              | Por suas numerosas e importantes contribuições à morfologia animal; e mais especialmente por suas investigações a respeito da origem dos órgãos urogenitais e dos nervos cerebrospinais da Vertebrata; e por seu trabalho no desenvolvimento dos peixes Elasmobrânquios." |
| 1882 |                      | John William Strutt                 | Física                | "Por seus vários artigos em física matemática e experimental." |
| 1882 |                      | William Henry Flower                | Biologia              | "Por suas valiosas contribuições para a morfologia e classificação dos Mammalia e para a antropologia." |
| 1883 |                      | Thomas Archer Hirst                 | Matemática            | "Por suas pesquisas em matemática pura." |
| 1883 |                      | John Scott Burdon-Sanderson         | Fisiologia            | "Pelos eminentes serviços que prestou à fisiologia e à patologia, especialmente pela investigação das relações dos microrganismos com as doenças e pelas pesquisas sobre os fenômenos elétricos das plantas." |
| 1884 |                      | George Darwin                       | Matemática            | "Por suas investigações matemáticas sobre a rigidez da Terra e sobre as marés." |
| 1884 |                      | Daniel Oliver                       | Botânica              | "Por suas investigações na classificação de plantas, e pelos grandes serviços que prestou à botânica taxonômica." |
| 1885 |                      | David Edward Hughes                 | Engenharia elétrica   | "Por suas pesquisas elétricas e magnéticas, e sua invenção do microfone e da balança de indução." |
| 1885 |                      | Ray Lankester                       | Zoologia              | "Por suas descobertas sobre a embriologia e morfologia dos moluscos e seus serviços à embriologia e morfologia animal em geral." |
| 1886 |                      | Peter Guthrie Tait                  | Física                | "Por suas várias pesquisas matemáticas e físicas." |
| 1886 |                      | Francis Galton                      | Biologia              | "Por suas investigações estatísticas sobre fenômenos biológicos." |
| 1887 |                      | Alexander Ross Clarke               | Geodésia              | "Por sua comparação de padrões de comprimento e determinação da figura da Terra." |
| 1887 |                      | Henry Nottidge Moseley              | História natural      | "Por suas inúmeras pesquisas em morfologia animal e, especialmente, suas investigações." |
| 1888 |                      | Osborne Reynolds                    | Física                | "Por suas investigações em física matemática e experimental e na aplicação da teoria científica à engenharia." |
| 1888 |                      | Ferdinand von Mueller               | Geografia             | "Por seus longos serviços na exploração australiana e por suas investigações da flora do continente australiano." |
| 1889 |                      | Thomas Edward Thorpe                | Química               | "Por suas pesquisas sobre compostos de flúor e sua determinação dos pesos atômicos do titânio e ouro." |
| 1889 |                      | Walter Holbrook Gaskell             | Fisiologia            | "Por suas pesquisas em fisiologia cardíaca e suas importantes descobertas na anatomia e fisiologia do sistema nervoso simpático." |
| 1890 |                      | John Hopkinson                      | Física                | "Por suas pesquisas em magnetismo e eletricidade." |
| 1890 |                      | David Ferrier                       | Neurologia            | "Por suas pesquisas sobre a localização das funções cerebrais." |
| 1891 |                      | Arthur William Rucker               | Física                | "Por suas pesquisas sobre filmes líquidos e suas contribuições para o nosso conhecimento do magnetismo terrestre." |
| 1891 |                      | Charles Lapworth                    | Geologia              | "Por suas pesquisas entre as rochas mais antigas da Grã-Bretanha." |
| 1892 |                      | Charles Pritchard                   | Astronomia            | "Por seu trabalho em fotometria e paralaxe estelar." |
| 1892 |                      | John Newport Langley                | Fisiologia            | "Por seu trabalho em glândulas secretoras e no sistema nervoso." |
| 1893 |                      | Harry Marshall Ward                 | Botânica              | "Por suas pesquisas sobre a história de vida de fungos e esquizomicetos." |
| 1893 |                      | Arthur Schuster                     | Botânica              | "Por suas investigações espectroscópicas e suas pesquisas sobre descarga disruptiva através de gases e no magnetismo terrestre." |
| 1894 |                      | Joseph John Thomson                 | Física                | "Por suas contribuições para a física matemática e experimental, especialmente para a teoria elétrica." |
| 1894 |                      | Victor Horsley                      | Fisiologia            | "Por suas investigações relacionadas à fisiologia do sistema nervoso e da glândula tireóide, e às suas aplicações no tratamento de doenças." |
| 1895 |                      | John Murray                         | Oceanografia          | "Por seus serviços às ciências biológicas e oceanografia em conexão com os relatórios do "Challenger", e por suas contribuições originais para os mesmos." |
| 1895 |                      | James Alfred Ewing                  | Física                | "Por suas investigações sobre indução magnética em ferro e outros metais. |
| 1896 |                      | Archibald Geikie                    | Geologia              | "Por suas muitas contribuições originais para a geologia, especialmente aquelas sobre o Arenito Vermelho Velho da Europa Ocidental." |
| 1896 |                      | Charles Vernon Boys                 | Física                | "Por sua invenção das Fibras de Quartzo e investigação de suas propriedades, seu aprimoramento do rádio-micrômetro e investigações com ele, pelos desenvolvimentos na arte da fotografia instantânea e por sua determinação do valor da constante de atração." |
| 1897 |                      | Richard Strachey                    | Geologia              | "Por suas pesquisas em ciências geográficas, meteorológicas e botânicas." |
| 1897 |                      | Andrew Russell Forsyth              | Matemática            | "Por suas contribuições para o progresso da matemática pura, e especialmente por seu trabalho em equações diferenciais e a teoria das funções." |
| 1898 |                      | John Kerr                           | Física                | "Por suas pesquisas sobre o efeito óptico da tensão elétrica e sobre a reflexão da luz na superfície de um corpo magnetizado." |
| 1898 |                      | Walter Gardiner                     | Botânica              | "Por suas pesquisas sobre a conexão protoplasmática das células dos tecidos vegetais e sobre a histologia minuciosa das plantas." |
| 1899 |                      | William Carmichael McIntosh         | Biologia marinha      | "Por suas importantes monografias sobre zoologia marinha britânica e as indústrias pesqueiras." |
| 1899 |                      | George FitzGerald                   | Física                | "Por suas contribuições para as ciências físicas, especialmente nos domínios da óptica e da eletricidade." |
| 1900 |                      | Alfred Newton                       | Ornitologia           | "Por suas contribuições eminentes para a ciência da ornitologia e da distribuição geográfica dos animais." |
| 1900 |                      | Percy Alexander MacMahon            | Matemática            | "Pelo número e variedade de suas contribuições para a ciência matemática." |

### 1901 — 1950
| Ano  | Imagem | Laureado                        | Campo               | Motivo |
| ---- | ------ | ------------------------------- | ------------------- | --- |
| 1901 |        | William Edward Ayrton           | Engenharia elétrica | "Por suas contribuições para a ciência elétrica" |
| 1901 |        | William Thomas Blanford         | Geologia            | "Por seu trabalho em conexão com a distribuição geográfica dos animais" |
| 1902 |        | Edward Albert Sharpey-Schafer   | Neurologia          | "Por suas pesquisas sobre as funções e estrutura minuciosa do Sistema Nervoso Central, especialmente no que diz respeito às funções motoras e sensoriais do córtex do cérebro."                                                     |
| 1902 |        | Horace Lamb                     | Matemática aplicada | "Por suas investigações em física matemática." |
| 1903 |        | David Gill                      | Astronomia          | "Por suas pesquisas em paralaxe solar e estelar e sua direção energética do Observatório Real no Cabo da Boa Esperança." |
| 1903 |        | Horace Brown                    | Química             | "Por seu trabalho na química dos carboidratos e na assimilação do ácido carbônico pelas plantas verdes." |
| 1904 |        | David Bruce                     | Microbiologia       | "Por suas valiosas pesquisas na patologia da febre de Malta, nagana e doença do sono, e especialmente por suas descobertas no que diz respeito às causas exatas dessas doenças."                                                    |
| 1904 |        | William Burnside                | Matemática          | "Por suas pesquisas em matemática, particularmente na teoria dos grupos." |
| 1905 |        | Charles Scott Sherrington       | Neurofisiologia     | "Por suas pesquisas sobre o Sistema Nervoso Central, especialmente em relação à ação reflexa." |
| 1905 |        | John Henry Poynting             | Física              | "Por suas pesquisas em ciências físicas, especialmente em conexão com a constante de gravitação e as teorias da eletrodinâmica e da radiação."                                                                                      |
| 1906 |        | Alfred George Greenhill         | Matemática          | "Por suas contribuições para a matemática, especialmente as funções elípticas e suas aplicações." |
| 1906 |        | Dukinfield Henry Scott          | Botânica            | "Por suas investigações e descobertas em relação à estrutura e relacionamento das plantas fósseis." |
| 1907 |        | Ernest William Hobson           | Matemática          | "Com base em suas investigações em matemática." |
| 1907 |        | Ramsay Heatley Traquair         | História natural    | "Com base em suas descobertas relacionadas a peixes fósseis." |
| 1908 |        | Henry Head                      | Neurologia          | "Com base em suas pesquisas sobre as relações entre os nervos viscerais e somáticos e sobre as funções dos diferentes nervos." |
| 1908 |        | John Milne                      | Geologia            | "Com base em seu trabalho em sismologia." |
| 1909 |        | Augustus Edward Hough Love      | Matemática          | "Com base em suas pesquisas na teoria da elasticidade e assuntos cognatos." |
| 1909 |        | Ronald Ross                     | Medicina            | "Com base em suas pesquisas em conexão com a malária." |
| 1910 |        | Frederick Orpen Bower           | Botânica            | "Com base em seu tratado sobre a origem da flora terrestre." |
| 1910 |        | John Joly                       | Geologia            | "No terreno de pesquisas em física e geologia." |
| 1911 |        | George Chrystal                 | Matemática          | "Com base em seu trabalho em matemática e física." |
| 1911 |        | William Bayliss                 | Fisiologia          | "Com base em suas pesquisas em fisiologia." |
| 1912 |        | Grafton Elliot Smith            | Anatomia            | "nenhuma justificativa dada" |
| 1912 |        | William Mitchinson Hicks        | Física              | "Com base em suas pesquisas em física matemática." |
| 1913 |        | Ernest Starling                 | Fisiologia          | "Com base em suas contribuições para o avanço da fisiologia." |
| 1913 |        | Harold Baily Dixon              | Química             | "Com base em sua eminência em físico-química, especialmente em conexão com explosões de gases." |
| 1914 |        | Ernest William Brown            | Astronomia          | "Por investigações em astronomia, principalmente na teoria lunar." |
| 1914 |        | William Johnson Sollas          | Geologia            | "Por pesquisas em paleontologia." |
| 1915 |        | Joseph Larmor                   | Matemática          | "Com base em suas numerosas e importantes contribuições para as ciências físicas e matemáticas." |
| 1915 |        | William Halse Rivers Rivers     | Etnologia           | "Com base em suas importantes contribuições para a etnografia e etnologia." |
| 1916 |        | Hector Munro Macdonald          | Matemática          | "Por suas contribuições para a física matemática." |
| 1916 |        | John Scott Haldane              | Fisiologia          | "Por seus serviços distintos à fisiologia química, mais especialmente no que se refere às mudanças químicas na respiração." |
| 1917 |        | Arthur Smith Woodward           | Paleontologia       | "Com base em suas pesquisas em paleontologia de vertebrados." |
| 1917 |        | John Aitken                     | Meteorologia        | "No terreno de seu trabalho sobre condensações turvas." |
| 1918 |        | Alfred Fowler                   | Astronomia          | "Por suas pesquisas ilustres em astronomia física e espectroscopia." |
| 1918 |        | Frederick Gowland Hopkins       | Bioquímica          | "Com base em suas pesquisas em fisiologia química" |
| 1919 |        | James Hopwood Jeans             | Matemática          | "Com base em suas pesquisas em matemática aplicada" |
| 1919 |        | John Bretland Farmer            | Botânica            | "Com base em seu notável trabalho em citologia vegetal e animal." |
| 1920 |        | Godfrey Harold Hardy            | Matemática          | "Com base em suas pesquisas em matemática pura" |
| 1920 |        | William Bateson                 | Genética            | "Com base em suas contribuições para a ciência biológica e, especialmente, seus estudos em genética." |
| 1921 |        | Frank Dyson                     | Astronomia          | "Por suas pesquisas sobre a distribuição e movimento das estrelas." |
| 1921 |        | Frederick Frost Blackman        | Botânica            | "Por suas pesquisas sobre trocas gasosas em plantas e operação de fatores limitantes." |
| 1922 |        | Charles Thomson Rees Wilson     | Meteorologia        | "Por suas pesquisas sobre núcleos de condensação e eletricidade atmosférica." |
| 1922 |        | Joseph Barcroft                 | Fisiologia          | "Por suas pesquisas em fisiologia e especialmente por seu trabalho relacionado à respiração." |
| 1923 |        | Charles James Martin            | Fisiologia          | "Por suas pesquisas sobre o metabolismo animal" |
| 1923 |        | Napier Shaw                     | Meteorologia        | "Por suas pesquisas em ciência meteorológica" |
| 1924 |        | Dugald Clerk                    | Engenharia          | "Por sua aplicação de princípios científicos a problemas de engenharia." |
| 1924 |        | Henry Hallett Dale              | Farmacologia        | "Por suas pesquisas em farmacologia e fisiologia." |
| 1925 |        | Albert Charles Seward           | Botânica            | "Por suas pesquisas sobre a paleobotânica de Gondwana." |
| 1925 |        | William Henry Perkin, Jr.       | Química orgânica    | "Por seus trabalhos sobre a constituição dos alcalóides realizados nos últimos anos." |
| 1926 |        | Archibald Vivian Hill           | Fisiologia          | "Por seu distinto trabalho sobre os aspectos físicos e químicos da contração muscular." |
| 1926 |        | William Bate Hardy              | Bioquímica          | "Por seu trabalho pioneiro na química coloidal e na teoria da lubrificação." |
| 1927 |        | John Cunningham McLennan        | Física              | "Por suas pesquisas em espectroscopia e física atômica." |
| 1927 |        | Thomas Lewis                    | Cardiologia         | "Por suas pesquisas sobre o sistema vascular, seguindo seu trabalho anterior sobre o batimento cardíaco dos mamíferos." |
| 1928 |        | Arthur Stanley Eddington        | Astrofísica         | "Por suas contribuições para a astrofísica." |
| 1928 |        | Robert Broom                    | Paleontologia       | "Por suas descobertas, que lançaram uma nova luz sobre o problema da origem dos mamíferos." |
| 1929 |        | John Edensor Littlewood         | Matemática          | "Por seu trabalho em análise matemática e teoria dos números primos" |
| 1929 |        | Robert Muir                     | Patologia           | "Por suas contribuições para a ciência da imunologia." |
| 1930 |        | John Edward Marr                | Geologia            | "Por seu trabalho pioneiro no zoneamento preciso das rochas paleozóicas." |
| 1930 |        | Owen Willans Richardson         | Física              | "Por seu trabalho em termiônica e espectroscopia." |
| 1931 |        | Richard Glazebrook              | Física              | "Por seu distinto trabalho em física experimental." |
| 1931 |        | William Henry Lang              | Botânica            | "Por seu trabalho sobre a anatomia e morfologia dos fósseis semelhantes a samambaias do Arenito Vermelho Antigo." |
| 1932 |        | Edward Mellanby                 | Farmacologia        | "Por suas pesquisas importantes sobre fatores dietéticos, particularmente em conexão com o raquitismo." |
| 1932 |        | Robert Robinson                 | Química             | "Por seu trabalho em muitos ramos da química orgânica, especialmente na estrutura de produtos vegetais e sua síntese fitoquímica."                                                                                                  |
| 1933 |        | Geoffrey Ingram Taylor          | Física              | "Por seu trabalho matemático em física, geofísica e aerodinâmica" |
| 1933 |        | Patrick Laidlaw                 | Virologia           | "Por seu trabalho sobre doenças causadas por vírus, inclusive sobre a causa e a prevenção da cinomose em cães." |
| 1934 |        | Edgar Douglas Adrian            | Eletrofisiologia    | "Por seu trabalho sobre a fisiologia do nervo e sua aplicação aos problemas de sensação." |
| 1934 |        | Sydney Chapman                  | Geofísica           | "Por suas pesquisas na teoria cinética dos gases, no magnetismo terrestre e nos fenômenos da alta atmosfera." |
| 1935 |        | Alfred Harker                   | Petrologia          | "Em reconhecimento ao seu distinto trabalho e influência como petrólogo." |
| 1935 |        | Charles Galton Darwin           | Física              | "Por suas pesquisas em física matemática, especialmente na mecânica quântica do elétron e na óptica." |
| 1936 |        | Edwin Stephen Goodrich          | Zoologia            | "Por seu trabalho sobre a morfologia dos órgãos excretores dos invertebrados e por seu trabalho sobre a anatomia comparada e embriologia dos vertebrados."                                                                          |
| 1936 |        | Ralph Howard Fowler             | Física              | "Por seu trabalho em mecânica estatística e departamentos aliados da física matemática moderna." |
| 1937 |        | Arthur Henry Reginald Buller    | Biologia            | "Em reconhecimento às suas pesquisas sobre a biologia geral e sexualidade dos fungos." |
| 1937 |        | Nevil Vincent Sidgwick          | Química             | "Em reconhecimento ao seu distinto trabalho sobre valência e estrutura molecular." |
| 1938 |        | Francis William Aston           | Física              | "Por sua descoberta dos isótopos de elementos não radioativos." |
| 1938 |        | Ronald Fisher                   | Estatística         | "Por suas importantes contribuições para a teoria e prática dos métodos estatísticos." |
| 1939 |        | David Keilin                    | Entomologia         | "Por suas contribuições para a bioquímica e entomologia; em particular por sua demonstração do papel desempenhado pelo citocromo nos mecanismos de redução de oxidação da célula viva; e por seus estudos dos dípteros superiores." |
| 1939 |        | Paul Dirac                      | Física              | "Por assumir o papel principal no desenvolvimento da nova mecânica quântica." |
| 1940 |        | Francis Marshall                | Fisiologia          | "Por suas contribuições para a fisiologia da reprodução animal." |
| 1940 |        | Patrick Maynard Stuart Blackett | Física              | "Por seus estudos de raios cósmicos e as chuvas de partículas que eles produzem, por sua participação na descoberta do elétron positivo, por seu trabalho em mésons e muitas outras realizações experimentais."                     |
| 1941 |        | Ernest Kennaway                 | Patologia           | "Por sua descoberta da natureza das substâncias cancerígenas no alcatrão de hulha e por suas investigações sobre a produção de câncer por substâncias sintéticas."                                                                  |
| 1941 |        | Edward Arthur Milne             | Astrofísica         | "Por suas pesquisas sobre as atmosferas da terra e do sol, sobre a constituição interna das estrelas e sobre a teoria da relatividade."                                                                                             |
| 1942 |        | William Whiteman Carlton Topley | Bacteriologia       | "Por seu excelente trabalho em epidemiologia experimental e imunologia." |
| 1942 |        | Walter Norman Haworth           | Química             | "Por suas contribuições fundamentais para a química orgânica, particularmente para a constituição dos açúcares e a estrutura de polissacarídeos complexos."                                                                         |
| 1943 |        | Edward Battersby Bailey         | Geologia            | "Por suas contribuições distintas para o conhecimento da estrutura da montanha e seus estudos sobre a tectônica do vulcanismo." |
| 1943 |        | Harold Spencer Jones            | Astronomia          | "Por sua determinação da paralaxe solar e de outras constantes astronômicas fundamentais." |
| 1944 |        | Charles Robert Harington        | Química             | "Por seu trabalho na análise e síntese da tiroxina e na química imunológica." |
| 1944 |        | David Brunt                     | Meteorologia        | "Por suas contribuições fundamentais para a meteorologia." |
| 1945 |        | Edward James Salisbury          | Botânica            | "Por suas contribuições notáveis à ecologia vegetal e ao estudo da flora britânica em geral." |
| 1945 |        | John Desmond Bernal             | Cristalografia      | "Por seu trabalho sobre a estrutura de proteínas e outras substâncias por métodos de raios-X e pela solução de muitos outros problemas que requerem uma abordagem física."                                                          |
| 1946 |        | Cyril Dean Darlington           | Biologia            | "Por suas pesquisas ilustres em citologia e genética." |
| 1946 |        | William Lawrence Bragg          | Física              | "Por suas pesquisas ilustres nas ciências da análise de estrutura de raios-X e espectroscopia de raios-X." |
| 1947 |        | Frank Burnet                    | Virologia           | "Por seu trabalho distinto sobre bacteriófagos, vírus e imunidade; e por suas contribuições para o estudo das doenças infecciosas como um fenômeno ecológico."                                                                      |
| 1947 |        | Cyril Norman Hinshelwood        | Química             | "Por seu trabalho distinto sobre o mecanismo de reações químicas, desde os processos mais simples da fase gasosa até as complexidades da divisão celular."                                                                          |
| 1948 |        | James Gray                      | Zoologia            | "Por suas pesquisas ilustres em citologia, movimento ciliar e, particularmente, seus estudos anatômicos e experimentais da postura e locomoção animal."                                                                             |
| 1948 |        | Harold Jeffreys                 | Geofísica           | “Por seu distinto trabalho em geofísica e suas importantes contribuições para a astronomia do sistema solar. |
| 1949 |        | Rudolph Albert Peters           | Bioquímica          | "Por suas distintas pesquisas bioquímicas, em particular suas investigações sobre (i) o papel bioquímico da vitamina B1 no metabolismo do tecido; e (ii) o mecanismo da ação tóxica da lewisita e outros compostos de arsênico."    |
| 1949 |        | George Paget Thomson            | Física              | "Por suas contribuições distintas a muitos ramos da física atômica, e especialmente por seu trabalho no estabelecimento das propriedades de onda do elétron."                                                                       |
| 1950 |        | Carl Pantin                     | Zoologia            | "Por suas contribuições para a fisiologia comparativa dos Invertebrados, particularmente seu trabalho sobre a condução nervosa em Crustáceos e Actinozoários."                                                                      |
| 1950 |        | Edward Appleton                 | Física              | "Por seu trabalho na transmissão eletromagnética de ondas eletromagnéticas ao redor da Terra e por suas investigações do estado iônico da alta atmosfera."                                                                          |

### 1951 — 2000
| Ano  | Imagem | Laureado                       | Campo                       | Motivo |
| ---- | ------ | ------------------------------ | --------------------------- | --- |
| 1951 |        | Howard Florey                  | Farmacologia                | "Em reconhecimento de suas contribuições distintas para a patologia por seus estudos das funções da mucina e por seu trabalho com a penicilina e outros antibióticos" |
| 1951 |        | Ian Heilbron                   | Química                     | "Em reconhecimento às suas contribuições distintas para a química orgânica, nomeadamente no campo da vitamina A e síntese de polieno" |
| 1952 |        | Frederic Bartlett              | Psicologia experimental     | "Em reconhecimento à sua criação de uma escola experimental de psicologia que estabeleceu sob sua liderança uma posição de destaque reconhecida internacionalmente como sem superior" |
| 1952 |        | Christopher Kelk Ingold        | Química                     | "Em reconhecimento a seus extensos estudos teóricos e práticos do mecanismo das reações químicas orgânicas e os fatores que os influenciam; e por sua análise da estrutura do benzeno" |
| 1953 |        | Paul Fildes                    | Microbiologia               | "Em reconhecimento às suas pesquisas clássicas sobre os fatores de crescimento das bactérias e por estabelecer as bases do trabalho que conduz a uma abordagem racional da quimioterapia" |
| 1953 |        | Nevill Francis Mott            | Física                      | "Em reconhecimento ao seu trabalho eminente no campo da teoria quântica e particularmente na teoria dos metais" |
| 1954 |        | Hans Krebs                     | Bioquímica                  | "Em reconhecimento à sua descoberta de duas reações-chave no metabolismo animal e por suas contribuições distintas para o conhecimento da energética celular" |
| 1954 |        | John Cockcroft                 | Física                      | "Em reconhecimento ao seu distinto trabalho em física nuclear e atômica" |
| 1955 |        | Vincent Wigglesworth           | Entomologia                 | "Em reconhecimento às suas distintas contribuições experimentais de valor excepcional para muitos aspectos da fisiologia dos insetos" |
| 1955 |        | Alexander Todd                 | Bioquímica                  | "Em reconhecimento ao seu distinto trabalho em química orgânica" |
| 1956 |        | Owen Thomas Jones              | Geologia                    | "Em reconhecimento aos seus estudos ilustres nas rochas paleozóicas, particularmente no País de Gales, o seu trabalho sobre os sedimentos, as suas pesquisas paleontológicas e a aplicação do conhecimento geológico a problemas práticos" |
| 1956 |        | Dorothy Crowfoot Hodgkin       | Química                     | "Em reconhecimento ao seu distinto trabalho na elucidação das estruturas da penicilina, vitamina B12 e outros compostos importantes pelos métodos de cristalografia de raios-X" |
| 1957 |        | Frederick Gugenheim Gregory    | Botânica                    | "Em reconhecimento aos seus estudos ilustres em fisiologia vegetal" |
| 1957 |        | William Vallance Douglas Hodge | Matemática                  | "Em reconhecimento ao seu distinto trabalho em geometria algébrica" |
| 1958 |        | Alan Hodgkin                   | Fisiologia                  | "Em reconhecimento ao seu trabalho distinto sobre o mecanismo de excitação e condução em nervos e músculos" |
| 1958 |        | Harrie Massey                  | Física                      | "Em reconhecimento por suas contribuições distintas para a física, e particularmente por seus estudos experimentais e teóricos de fenômenos de colisão em gases" |
| 1959 |        | Peter Brian Medawar            | Fisiologia                  | "Em reconhecimento às suas contribuições ilustres no campo da imunidade ao transplante de tecidos e tolerância adquirida" |
| 1959 |        | Rudolf Peierls                 | Física                      | "Em reconhecimento ao seu distinto trabalho sobre os fundamentos teóricos da alta energia e da física nuclear" |
| 1960 |        | Roy Cameron                    | Patologia                   | "Em reconhecimento às suas contribuições ilustres no campo da patologia celular" |
| 1960 |        | Bernard Lovell                 | Física                      | "Em reconhecimento às suas contribuições ilustres para a radioastronomia" |
| 1961 |        | Wilfrid Le Gros Clark          | Fisiologia                  | "Em reconhecimento às suas excelentes contribuições para a neuroanatomia e morfologia de primatas, que ele combinou para fornecer novos conhecimentos da evolução humana" |
| 1961 |        | Cecil Frank Powell             | Física                      | "Em reconhecimento ao seu trabalho pioneiro no desenvolvimento da técnica de emulsão fotográfica na investigação de raios cósmicos e os excelentes resultados daí derivados sobre as partículas elementares na radiação cósmica" |
| 1962 |        | John Eccles                    | Neurofisiologia             | "Em reconhecimento às suas investigações distintas da função da medula espinhal, particularmente dos mecanismos de excitação e inibição" |
| 1962 |        | Subrahmanyan Chandrasekhar     | Astrofísica                 | "Em reconhecimento às suas pesquisas ilustres em física matemática, particularmente aquelas relacionadas à estabilidade de movimentos convectivos em fluidos com e sem campos magnéticos" |
| 1963 |        | Herbert Harold Read            | Geologia                    | "Em reconhecimento às suas excelentes contribuições para a compreensão dos processos de metamorfismo da rocha e as origens do granito" |
| 1963 |        | Robert Hill                    | Bioquímica                  | "Em reconhecimento ao seu distinto trabalho em bioquímica de plantas, especialmente por suas contribuições para o conhecimento da fotossíntese" |
| 1964 |        | Francis Brambell               | Medicina                    | "Em reconhecimento à sua importante contribuição para a nossa compreensão da passagem de proteínas da circulação materna para fetal" |
| 1964 |        | Michael James Lighthill        | Aeroacústica                | "Em reconhecimento às suas contribuições ilustres para o conhecimento do fluxo de gases compressíveis e a teoria matemática das distribuições" |
| 1965 |        | Henry Charles Husband          | Engenharia                  | "Em reconhecimento ao seu trabalho distinto em muitos aspectos da engenharia, particularmente por seus estudos de projeto de grandes estruturas, como as exemplificadas nos radiotelescópios de Jodrell Bank e Goonhilly Downs." |
| 1965 |        | John Kendrew                   | Cristalografia              | "Em reconhecimento às suas contribuições ilustres para a análise estrutural completa de uma molécula de proteína (mioglobina), particularmente os aspectos biológicos deste estudo" |
| 1965 |        | Raymond Lyttleton              | Astronomia                  | "Em reconhecimento às suas distintas contribuições à astronomia, particularmente por seu trabalho sobre a estabilidade dinâmica das galáxias" |
| 1966 |        | Christopher Cockerell          | Engenharia                  | "Em reconhecimento à sua invenção pioneira e grandes contribuições para o desenvolvimento subsequente do hovercraft" |
| 1966 |        | Frank Yates                    | Biologia estatística        | "Em reconhecimento de suas contribuições profundas e de longo alcance para os métodos estatísticos da biologia experimental" |
| 1966 |        | John Ashworth Ratcliffe        | Física                      | "Em reconhecimento aos seus estudos distintos na ionosfera e na propagação de ondas de rádio" |
| 1967 |        | Joseph Hutchinson              | Biologia                    | "Em reconhecimento ao seu distinto trabalho sobre a genética e evolução das plantas cultivadas com referência particular ao algodão" |
| 1967 |        | John Zachary Young             | Neurofisiologia             | "Em reconhecimento às suas excelentes pesquisas correlacionando estrutura neural com função" |
| 1967 |        | Cecil Edgar Tilley             | Petrologia                  | "Em reconhecimento de suas muitas contribuições ilustres em todos os ramos da petrologia" |
| 1968 |        | Gilbert Roberts                | Engenharia                  | "Em reconhecimento às suas contribuições ilustres para a engenharia civil e, em particular, para o projeto e construção de pontes suspensas de longo alcance" |
| 1968 |        | Walter Thomas James Morgan     | Bioquímica                  | "Em reconhecimento às suas excelentes contribuições para o conhecimento da química das substâncias do grupo sanguíneo, com referência especial às considerações genéticas e imunológicas" |
| 1968 |        | Michael Atiyah                 | Matemática                  | "Em reconhecimento de suas contribuições distintas para a geometria algébrica e para o estudo de equações diferenciais pelos métodos da topologia algébrica" |
| 1969 |        | Charles William Oatley         | Engenharia elétrica         | "Em reconhecimento ao seu distinto trabalho no desenvolvimento de radares durante a guerra e, posteriormente, no projeto e desenvolvimento de um microscópio eletrônico de varredura de grande sucesso" |
| 1969 |        | Frederick Sanger               | Bioquímica                  | "Em reconhecimento ao seu trabalho pioneiro na sequência de aminoácidos em proteínas e de nucleotídeos de ácidos ribonucleicos" |
| 1969 |        | George Deacon                  | Oceanografia                | "Em reconhecimento às suas distintas contribuições para a oceanografia física e por sua liderança como diretor do Instituto Nacional de Oceanografia" |
| 1970 |        | John Fleetwood Baker           | Engenharia                  | "Em reconhecimento ao seu trabalho fundamental e aplicado sobre o comportamento plástico e projeto de estruturas emolduradas que agora está sendo usado em todo o mundo" |
| 1970 |        | William Albert Hugh Rushton    | Fisiologia                  | "Em reconhecimento ao seu distinto trabalho sobre os pigmentos visuais no olho vivo e sobre a adaptação química e nervosa na retina" |
| 1970 |        | Kingsley Charles Dunham        | Geologia                    | "Em reconhecimento às suas ilustres contribuições à geologia pura e aplicada, e especialmente no campo de depósitos de minério metálico" |
| 1971 |        | Percy Edward Kent              | Geologia                    | "Em reconhecimento às suas contribuições ilustres para a exploração de petróleo e gás e a geologia de campos de petróleo e gás" |
| 1971 |        | Max Perutz                     | Biologia                    | "Em reconhecimento ao seu trabalho pioneiro na biologia molecular e estrutura das proteínas" |
| 1971 |        | Gerhard Herzberg               | Física                      | "Em reconhecimento às suas pesquisas experimentais distintas em espectroscopia atômica e molecular e suas aplicações em química, física e astronomia" |
| 1972 |        | Wilfrid Bennett Lewis          | Física nuclear              | "Em reconhecimento às suas distintas contribuições para a ciência e tecnologia de reatores de água pesada para geração de energia" |
| 1972 |        | Francis Crick                  | Biologia                    | "Em reconhecimento à sua elucidação da estrutura do DNA e sua contínua contribuição para a biologia molecular" |
| 1972 |        | Derek Barton                   | Química                     | "Em reconhecimento às suas contribuições distintas para a química orgânica, especialmente suas teorias sobre a conformação de moléculas orgânicas e suas sínteses de produtos naturais" |
| 1973 |        | Edward Abraham                 | Biologia                    | "Em reconhecimento ao seu excelente trabalho no isolamento, caracterização e desenvolvimento do grupo de antibióticos das cefalosporinas" |
| 1973 |        | Rodney Porter                  | Biologia                    | "Em reconhecimento de suas investigações penetrantes sobre a estrutura das imunoglobulinas" |
| 1973 |        | Martin Ryle                    | Astronomia                  | "Em reconhecimento às suas distintas contribuições para a radioastronomia" |
| 1974 |        | Sydney Brenner                 | Biologia                    | "Em reconhecimento às suas distintas contribuições para a biologia molecular sobre a natureza do código genético e sua expressão durante o desenvolvimento" |
| 1974 |        | George Edwards                 | Engenharia                  | "Em reconhecimento de suas muitas contribuições à engenharia aeronáutica, particularmente na realização de aeronaves supersônicas" |
| 1974 |        | Fred Hoyle                     | Física                      | "Em reconhecimento às suas distintas contribuições à física teórica e cosmologia" |
| 1975 |        | Barnes Wallis                  | Engenharia                  | "Em reconhecimento da originalidade de suas ideias e da determinação com que as perseguiu" |
| 1975 |        | David Chilton Phillips         | Biologia                    | "Em reconhecimento à sua solução da estrutura tridimensional de uma enzima e suas excelentes contribuições para as técnicas de cristalografia de raios-x" |
| 1975 |        | Edward Crisp Bullard           | Geofísica                   | "Em reconhecimento à sua distinção como líder mundial em geofísica, especialmente a geração do campo magnético da Terra, a origem dos oceanos e a deriva continental" |
| 1976 |        | Alan Walsh                     | Física                      | "Em reconhecimento às suas contribuições ilustres para emissão e espectroscopia de infravermelho e sua origem do método de absorção atômica de análise quantitativa" |
| 1976 |        | James Learmonth Gowans         | Medicina                    | "Em reconhecimento à sua distinta pesquisa no campo da imunologia, especialmente no que diz respeito à recirculação e papel imunológico dos linfócitos" |
| 1976 |        | John Cornforth                 | Química                     | "Em reconhecimento à sua contribuição fundamental para o desvendamento estereoquímico da biossíntese de esqualeno e colesterol de acetato e mevalonato" |
| 1977 |        | John Adams                     | Física                      | "Em reconhecimento às suas excelentes contribuições para o projeto e operação de aceleradores de partículas de alta energia" |
| 1977 |        | Hugh Huxley                    | Biologia                    | "Em reconhecimento à sua pesquisa distinta sobre a estrutura do músculo e sobre os mecanismos moleculares de contração" |
| 1977 |        | Peter Hirsch                   | Ciência dos materiais       | "Em reconhecimento aos seus estudos distintos de defeitos em cristais e especialmente à sua elucidação do processo de endurecimento por trabalho" |
| 1978 |        | Tom Kilburn                    | Engenharia                  | "Em reconhecimento à sua notável contribuição individual e contínua para o desenvolvimento de hardware de computador no Reino Unido nos últimos trinta anos" |
| 1978 |        | Roderic Alfred Gregory         | Biologia                    | "Em reconhecimento de seus estudos distintos da atividade biológica de hormônios peptídicos em relação à sua estrutura" |
| 1978 |        | Abdus Salam                    | Física                      | "Em reconhecimento às suas excelentes contribuições para a física das partículas elementares com especial referência à unificação das interações eletromagnéticas e fracas" |
| 1979 |        | Vernon Ellis Cosslett          | Física                      | "Em reconhecimento às suas excelentes contribuições para o projeto e desenvolvimento do microscópio de raios-X, o analisador de microssonda eletrônica de varredura, os microscópios eletrônicos de alta voltagem e resolução ultra-alta (2.5A) e suas aplicações em muitas disciplinas" |
| 1979 |        | Hans Walter Kosterlitz         | Biologia                    | "Em reconhecimento ao seu distinto trabalho sobre narcóticos que levou à descoberta em 1975 das encefalinas" |
| 1979 |        | Frederick Charles Frank        | Física                      | "Em reconhecimento às suas excelentes contribuições originais para a teoria do crescimento de cristais, deslocamentos, transformações de fase e polímeros, com amplas aplicações em física, química e geologia" |
| 1980 |        | John Paul Wild                 | Astronomia                  | "Em reconhecimento à sua concepção dos princípios básicos do sistema de pouso por instrumentos da aeronave Interscan e a orientação de seu desenvolvimento para uma conclusão bem-sucedida" |
| 1980 |        | Henry Harris                   | Medicina                    | "Em reconhecimento ao seu desenvolvimento de fusão celular para o estudo da genética de células somáticas e diferenciação, incluindo o controle genético de malignidade" |
| 1980 |        | Denys Wilkinson                | Física                      | "Em reconhecimento à sua pesquisa altamente original em física nuclear e de suas contribuições notáveis em ressonâncias gigantes, larguras radiativas, decaimento beta de segunda classe e as simetrias fundamentais de interações nucleares e também em instrumentação" |
| 1981 |        | Ralph Riley                    | Genética                    | "Em reconhecimento às suas distintas contribuições para a compreensão da genética do trigo e o desenvolvimento de novos métodos de produção de variedades melhoradas" |
| 1981 |        | Marthe Louise Vogt             | Neurociência                | "Em reconhecimento de suas importantes contribuições para a bioquímica sináptica e farmacologia que são fundamentais para a neurofarmacologia moderna" |
| 1981 |        | Geoffrey Wilkinson             | Química                     | "Em reconhecimento às suas contribuições ilustres para a química inorgânica preparativa e, em particular, para a síntese e aplicação de compostos organometálicos" |
| 1982 |        | César Milstein                 | Bioquímica                  | "Em reconhecimento à sua contribuição fundamental para a compreensão da estrutura e controle genético das imunoglobulinas; sua técnica de hibridoma para a produção de anticorpos monoclonais revolucionou as potenciais aplicações práticas da imunologia" |
| 1982 |        | William Hawthorne              | Engenharia                  | "Em reconhecimento às suas excelentes contribuições para a engenharia termodinâmica e mecânica dos fluidos, e particularmente a aerodinâmica interna de turbomáquinas" |
| 1982 |        | Richard Dalitz                 | Física                      | "Em reconhecimento às suas excelentes contribuições para a física de partículas, particularmente em relação às propriedades de partículas estranhas" |
| 1983 |        | Daniel Joseph Bradley          | Física                      | "Em reconhecimento ao seu desenvolvimento das técnicas de geração de pulsos de luz ultracurtos a partir de lasers e de câmeras de picossegundos" |
| 1983 |        | Wilhelm Siegmund Feldberg      | Biologia                    | "Em reconhecimento às suas contribuições para elucidar a natureza da transmissão sináptica química nos sistemas nervosos e os efeitos reguladores dos hormônios nos sistemas periféricos" |
| 1983 |        | John Kingman                   | Matemática                  | "Em reconhecimento às suas pesquisas ilustres na teoria das filas, nos fenômenos regenerativos e na genética matemática" |
| 1984 |        | Alexander Lamb Cullen          | Engenharia elétrica         | "Em reconhecimento às suas muitas contribuições ilustres para a engenharia de micro-ondas, tanto teórica quanto experimental, e em particular por pesquisas em antenas de micro-ondas" |
| 1984 |        | Mary Frances Lyon              | Genética                    | "Em reconhecimento de suas contribuições distintas para a descoberta da inativação do cromossomo X como um mecanismo de compensação de dosagem gênica" |
| 1984 |        | Alan Battersby                 | Química                     | "Em reconhecimento às suas contribuições distintas para a elucidação do caminho para a biossíntese de produtos naturais complexos" |
| 1985 |        | John Argyris                   | Engenharia                  | "Por sua grande contribuição para o desenvolvimento da análise de elementos finitos e sua aplicação na solução de problemas de engenharia" |
| 1985 |        | John Gurdon                    | Biologia                    | "Por suas excelentes contribuições para as técnicas de transplante nuclear e o uso do ovo de anfíbio para investigações sobre replicação, transcrição e tradução de genes" |
| 1985 |        | Roger Penrose                  | Física                      | "Por suas contribuições fundamentais para a teoria do colapso gravitacional e para outros aspectos geométricos da física teórica" |
| 1986 |        | Eric Ash                       | Engenharia elétrica         | "Em reconhecimento às suas excelentes pesquisas em microscopia acústica, levando a técnicas totalmente novas e melhorias substanciais na resolução de microscópios acústicos" |
| 1986 |        | Richard Doll                   | Fisiologia                  | "Em reconhecimento ao seu uso pioneiro de técnicas estatísticas e epidemiológicas para avaliar fatores ambientais em doenças, notadamente que fumar cigarros causa câncer de pulmão, doenças cardíacas e bronquite" |
| 1986 |        | Rex Richards                   | Química                     | "Em reconhecimento de suas muitas contribuições, teóricas e instrumentais, para a ressonância magnética nuclear" |
| 1987 |        | Gustav Victor Rudolf Born      | Farmacologia                | "Em reconhecimento às suas principais contribuições para a fisiologia, patologia e farmacologia das plaquetas e de seus métodos amplamente utilizados para estudar a função plaquetária na hemostasia e trombose" |
| 1987 |        | Eric James Denton              | Biologia marinha            | "Em reconhecimento às suas excelentes contribuições para a fisiologia dos animais marinhos, para a biologia marinha em geral e sua liderança na ciência marinha do Reino Unido" |
| 1987 |        | Francis Graham-Smith           | Astronomia                  | "Em reconhecimento às suas excelentes contribuições para a rádioastronomia e astronomia óptica" |
| 1988 |        | Harold Barlow                  | Engenharia                  | "Em reconhecimento à sua pesquisa distinta, particularmente em microondas e guias de ondas, e de sua influência duradoura como fundador de uma escola de pesquisa extraordinariamente produtiva" |
| 1988 |        | Winifred Watkins               | Bioquímica                  | "Em reconhecimento de suas contribuições fundamentais para uma compreensão da genética bioquímica de antígenos de carboidratos nas superfícies celulares e em glicoproteínas secretadas" |
| 1988 |        | George Batchelor               | Matemática                  | "Em reconhecimento ao seu trabalho distinto sobre a teoria da turbulência e difusão turbulenta, e a teoria da microhidrodinâmica e suspensões coloidais" |
| 1989 |        | John Vane                      | Farmacologia                | "Em reconhecimento ao seu desenvolvimento de técnicas para detectar e monitorar substâncias no sangue que regulam a circulação e sua aplicação no tratamento de condições vasculares e isquêmicas" |
| 1989 |        | David Weatherall               | Medicina                    | "Em reconhecimento ao seu trabalho pioneiro na base clínica e molecular das talassemias e contribuições fundamentais para o desvendamento de sua heterogeneidade" |
| 1989 |        | John Charles Polanyi           | Química                     | "Em reconhecimento ao seu trabalho pioneiro sobre a radiação eletromagnética emitida por cargas químicas, levando à base do processo de laser químico" |
| 1990 |        | Olgierd Zienkiewicz            | Engenharia                  | "Em reconhecimento ao seu desenvolvimento pioneiro do método dos elementos finitos como um procedimento geral de resolução de problemas de engenharia e por demonstrar seu sucesso em aplicações de análise de tensões, mecânica dos fluidos, eletromagnetismo e muitas outras situações" |
| 1990 |        | Anne McLaren                   | Biologia do desenvolvimento | "Em reconhecimento à sua distinta pesquisa em embriologia de mamíferos, particularmente por fornecer grande parte da base científica para fertilização in vitro e transferência de embriões, e por analisar a determinação do sexo em mamíferos" |
| 1990 |        | Michael Berry                  | Física                      | "Em reconhecimento às suas pesquisas profundas e inovadoras em física clássica e quântica, especialmente a descoberta da "fase Berry"" |
| 1991 |        | John Mason                     | Física                      | "Em reconhecimento à sua pesquisa distinta em física de nuvens e, como Diretor-Geral do Escritório Meteorológico, sua ampliação e fortalecimento da pesquisa em meteorologia no Reino Unido." |
| 1991 |        | Michael Berridge               | Biologia                    | "Em reconhecimento à sua descoberta de que o inositol 1,4,5-trifosfato funciona como um segundo mensageiro para mobilizar o cálcio" |
| 1991 |        | Dan Peter McKenzie             | Geofísica                   | "Em reconhecimento ao seu papel seminal no desenvolvimento de uma compreensão quantitativa de uma ampla gama de processos geofísicos e geológicos, incluindo tectônica de placas, convecção do manto, deformação continental e segregação de fusão" |
| 1992 |        | David Tabor                    | Física                      | "por suas contribuições seminais para o estudo básico de atrito e desgaste entre sólidos, de considerável relevância para o projeto de máquinas" |
| 1992 |        | Michael Anthony Epstein        | Medicina                    | "distinguido pelo isolamento do vírus Epstein–Barr que está intimamente associado ao linfoma de Burkitts" |
| 1992 |        | Simon Donaldson                | Matemática                  | "distinguido por seu trabalho que revolucionou nossa compreensão da geometria quadridimensional" |
| 1993 |        | Rodney Hill                    | Matemática aplicada         | "por sua notável contribuição à mecânica teórica dos sólidos e, especialmente, à plasticidade dos sólidos" |
| 1993 |        | Horace Barlow                  | Neurociência                | "por suas contribuições excepcionais e originais para o estudo eletrofisiológico, computacional e psicofísico da sensação visual e percepção" |
| 1993 |        | Volker Heine                   | Física                      | "Em reconhecimento às suas contribuições para a teoria do estado sólido, em particular a ligação e estrutura dos sólidos" |
| 1994 |        | Salvador Moncada               | Farmacologia                | "por suas contribuições para a farmacologia e a descoberta de mecanismos básicos de transmissão de sinais relevantes para a ação da droga" |
| 1994 |        | Eric Mansfield                 | Aeronáutica                 | "por suas muitas contribuições fundamentais e analíticas para o nosso conhecimento de estruturas aeronáuticas avançadas e, mais recentemente, para as ciências biológica." |
| 1994 |        | Sivaramakrishna Chandrasekhar  | Física                      | "suas muitas novas descobertas na compreensão dos cristais líquidos, para uma síntese do assunto de seu livro seminal, "The invention of discotic liquid crystals", e por elucidar suas propriedades notáveis" |
| 1995 |        | Donald Metcalf                 | Medicina                    | "Em reconhecimento à sua descoberta de fatores estimulantes de colônias que regulam o crescimento e a diferenciação de células hematopoiéticas e leucêmicas normais" |
| 1995 |        | Paul Nurse                     | Bioquímica                  | "Em reconhecimento ao seu trabalho no controle do ciclo celular em células eucarióticas por sua descoberta da identidade e função dos genes que regulam os principais pontos de controle no processo de proliferação celular" |
| 1995 |        | Robert Joseph Paton Williams   | Química                     | "Em reconhecimento às suas contribuições em apresentar claramente o papel dos elementos inorgânicos em sistemas biológicos" |
| 1996 |        | Robert Hinde                   | Zoologia                    | "Em reconhecimento às suas contribuições para o campo do comportamento animal e a influência dominante que alcançou no campo emergente da etologia" |
| 1996 |        | Jack Heslop-Harrison           | Botânica                    | "Em reconhecimento ao seu trabalho pioneiro em biologia reprodutiva de plantas, em particular nas áreas de taxonomia e ecologia, fisiologia de plantas inteiras, desenvolvimento de sistemas subcelulares em células somáticas e reprodutivas, interações pólen/estigma e sistemas de transporte acto/miosina dentro do pólen tubo" |
| 1996 |        | Andrew Wiles                   | Matemática                  | "Em reconhecimento às suas realizações na teoria dos números, em particular o Último teorema de Fermat e suas realizações na teoria algébrica dos números, particularmente a célebre conjectura principal sobre campos ciclotômicos" |
| 1997 |        | Geoffrey Eglinton              | Química                     | "Em reconhecimento à sua contribuição para a nossa compreensão da maneira como os produtos químicos se movem da biosfera viva para a geosfera fóssil, em particular a origem, gênese, maturação e migração do petróleo, que teve grandes repercussões na indústria do petróleo" |
| 1997 |        | John Maynard Smith             | Biologia                    | "Em reconhecimento às suas contribuições teóricas para a biologia evolutiva, combinando matemática e biologia para desenvolver uma compreensão sólida em áreas como dinâmica populacional, paleobiologia, etologia, ecologia comportamental, bacteriologia e genética" |
| 1997 |        | Donald Hill Perkins            | Física                      | "Em reconhecimento às suas contribuições para a física de partículas experimental, em particular a elucidação da estrutura do nucleon com base em observações de interações de neutrinos, a subestrutura quark do nucleon, e a produção da primeira evidência quantitativa para a validade da Cromodinâmica Quântica (QCD)" |
| 1998 |        | Edwin Southern                 | Bioquímica                  | "Em reconhecimento ao seu desenvolvimento do método de transferência de padrões espaciais de fragmentos de DNA do meio de separação eletroforética para membranas nas quais a hibridização poderia ocorrer, conhecido como Southern blotting, agora uma técnica fundamental em biologia molecular" |
| 1998 |        | Ricardo Miledi                 | Neurociência                | "Em reconhecimento de suas muitas descobertas importantes em fisiologia celular e molecular que tem avançado muito nosso conhecimento da transmissão sináptica no sistema nervoso e dos efeitos a longo prazo da interação trófica entre neurônios e células efetoras" |
| 1998 |        | Donald Charlton Bradley        | Química                     | "Em reconhecimento ao seu trabalho pioneiro na química molecular de alcóxidos metálicos e amidas metálicas, sua síntese, estrutura e ligação, e por seus estudos de suas conversões em óxidos metálicos e nitretos metálicos, processos que agora encontram aplicações comuns em ciência dos materiais, especialmente nas áreas de microeletrônica e deposição química de vapor" |
| 1999 |        | John Frank Davidson            | Química                     | "Em reconhecimento ao seu trabalho distinto ao longo de muitos anos em engenharia química, incluindo fluxo de fluidos, dinâmica de processos, absorção de gás e tecnologia de fluidização que se preocupa com problemas reais de importância industrial" |
| 1999 |        | Patrick David Wall             | Neurociência                | "Em reconhecimento às suas contribuições fundamentais para o nosso conhecimento do sistema somatossensorial e, em particular, dos mecanismos da dor, onde seus insights levaram ao uso terapêutico da estimulação elétrica de nervos periféricos, colunas dorsais da medula espinhal e tronco cerebral para o controle de dor, métodos que agora estão em uso generalizado" |
| 1999 |        | Archibald Howie                | Física                      | "Em reconhecimento às suas excelentes contribuições para o desenvolvimento e aplicação da microscopia eletrônica de materiais e para as teorias subjacentes de espalhamento de elétrons, em particular suas extensas contribuições para a teoria de espalhamento inelástico, seus estudos sistemáticos de microscópio de alta resolução de materiais amorfos, sua introdução do conceito de volume de coerência para imagens de campo escuro de cone oco e seu uso pioneiro de um detector de campo escuro anular de alto ângulo para imagens de pequenas partículas de catalisador" |
| 2000 |        | Tim Berners-Lee                | Ciência da computação       | "Em reconhecimento à sua invenção e posterior desenvolvimento da World Wide Web, projetando o localizador de recursos universal (URL), um sistema de endereçamento para dar a cada página da Web uma localização única e os dois protocolos HTTP e HTML" |
| 2000 |        | Geoffrey Burnstock             | Neurociência                | "Em reconhecimento ao seu desenvolvimento de novas hipóteses desafiando os pontos de vista aceitos sobre neurotransmissão autonômica, levando a novos avanços na compreensão da neurotransmissão purinérgica" |
| 2000 |        | Keith Usherwood Ingold         | Química                     | "Em reconhecimento ao seu trabalho na elucidação do mecanismo de reações envolvendo radicais livres" |

### 2001 — 2021
| Ano  | Imagem | Laureado                                     | Campo                 | Motivo |
| ---- | ------ | -------------------------------------------- | --------------------- | --- |
| 2001 |        | Richard Gardner                              | Biologia              | "Em reconhecimento ao seu trabalho pioneiro na microcirurgia do blastocisto de camundongo, que lançou as bases para grandes avanços no conhecimento biológico, tanto na biologia do desenvolvimento quanto na compreensão da função do gene"            |
| 2001 |        | Gabriel Horn                                 | Biologia              | "Em reconhecimento ao seu trabalho sobre os mecanismos neurobiológicos de impressão comportamental, abrangendo abordagens moleculares, celulares, anatômicas, eletrofisiológicas e etológicas para aprendizagem e memória"                              |
| 2001 |        | Samuel Edwards                               | Física                | "Em reconhecimento de sua enorme influência em um amplo espectro de ciências físicas, particularmente a física da matéria condensada teórica" |
| 2002 |        | Richard Peto                                 | Matemática            | "Em reconhecimento ao seu excelente trabalho na epidemiologia do tabagismo e das doenças crônicas" |
| 2002 |        | Suzanne Cory                                 | Genética              | "Em reconhecimento ao seu distinto trabalho na base molecular do câncer. Foi pioneira no uso de camundongos transgênicos para elucidar o papel de vários oncogenes em doenças malignas linfóides"                                                       |
| 2002 |        | Ray Freeman                                  | Química               | "Em reconhecimento às suas contribuições seminais para o desenvolvimento e compreensão dos métodos de ressonância magnética nuclear (NMR)" |
| 2003 |        | John Skehel                                  | Virologia             | "Em reconhecimento à sua pesquisa pioneira em virologia. Seus estudos e descobertas nos mecanismos pelos quais o vírus da gripe se liga à célula hospedeira e na fusão do vírus com a membrana da célula tiveram um impacto fundamental na área"        |
| 2003 |        | Kenneth Langstreth Johnson                   | Engenharia            | "Em reconhecimento ao seu excelente trabalho no campo da mecânica do contato. Seu trabalho é caracterizado por experimentos elegantes, análises habilidosas e explicações perspicazes dos fenômenos observados"                                         |
| 2003 |        | Nicholas Shackleton                          | Geologia              | "Em reconhecimento por suas contribuições seminais para os campos da paleoceanografia e geoquímica" |
| 2004 |        | James Black                                  | Química               | "Em reconhecimento ao seu trabalho tanto na academia quanto na indústria, abrindo caminho para uma nova era de descoberta racional de medicamentos" |
| 2004 |        | Alec Jeffreys                                | Genética              | "Em reconhecimento às suas descobertas e invenções notáveis, que tiveram grandes impactos em grandes áreas da genética" |
| 2004 |        | Jack Lewis                                   | Química               | "Em reconhecimento à sua destacada carreira no campo da química inorgânica nos últimos 50 anos, principalmente na área dos elementos de transição" |
| 2005 |        | Michael Pepper                               | Física                | "Em reconhecimento ao seu trabalho, que teve o mais alto nível de influência na física da matéria condensada e resultou na criação do campo moderno das nanoestruturas semicondutoras"                                                                  |
| 2005 |        | Anthony Pawson                               | Biologia              | "Em reconhecimento às suas descobertas, que revelaram os princípios subjacentes à sinalização celular e foram fundamentais na compreensão de estados patológicos como o câncer"                                                                         |
| 2005 |        | Michael Fisher                               | Física                | "Em reconhecimento às suas contribuições seminais para transições de umedecimento, derretimento por deslocamento e criticidade de soluções iônicas e muitos outros tópicos em mecânica estatística"                                                     |
| 2006 |        | David Baulcombe                              | Botânica              | "Em reconhecimento às suas recentes descobertas profundamente significativas, não apenas para as plantas, mas para toda a biologia e a medicina" |
| 2006 |        | Richard Timothy Hunt                         | Bioquímica            | "descobrindo um aspecto chave do controle do ciclo celular, a proteína ciclina, que é um componente das cinases dependentes de ciclina, demonstrando sua capacidade de compreender o significado do resultado fora de sua esfera imediata de interesse" |
| 2006 |        | John Pendry                                  | Física                | "Em reconhecimento às suas contribuições seminais nas ciências de superfície, sistemas desordenados, fotônica e, mais recentemente, em metamateriais e no conceito de lente perfeita"                                                                   |
| 2007 |        | Tomas Lindahl                                | Medicina              | "fazendo contribuições fundamentais para a nossa compreensão do reparo do DNA. Suas realizações se destacam por sua grande originalidade, amplitude e influência duradoura"                                                                             |
| 2007 |        | Cyril Hilsum                                 | Física                | "Em reconhecimento às suas muitas contribuições notáveis e por continuar a usar seus talentos prodigiosos em nome da indústria, governo e academia até hoje"                                                                                            |
| 2007 |        | James Feast                                  | Química               | "Em reconhecimento por suas contribuições notáveis para a síntese química com implicações de longo alcance, particularmente para o campo de materiais poliméricos funcionais."                                                                          |
| 2008 |        | Robert Hedges                                | Arqueologia           | "Em reconhecimento à sua contribuição para o rápido desenvolvimento da espectrometria de massa do acelerador e técnicas de datação por radiocarbono" |
| 2008 |        | Philip Cohen                                 | Bioquímica            | "Em reconhecimento à sua principal contribuição para a nossa compreensão do papel da fosforilação de proteínas na regulação celular" |
| 2008 |        | Alan Fersht                                  | Química               | "Em reconhecimento ao seu trabalho seminal na engenharia de proteínas, que ele desenvolveu em uma ferramenta fundamental na análise de enzimas e no problema de dobramento de proteínas"                                                                |
| 2009 |        | Chintamani Rao                               | Química               | "Por suas contribuições altamente inovadoras e diversificadas para a química do estado sólido e de materiais" |
| 2009 |        | Ronald Laskey                                | Biologia molecular    | "Por suas contribuições essenciais para a nossa compreensão do controle da replicação do DNA e do transporte de proteínas nucleares, o que levou a um novo método de triagem para o diagnóstico de câncer"                                              |
| 2009 |        | Chris Dobson                                 | Biofísica             | "Por suas contribuições notáveis para a compreensão dos mecanismos de dobramento e dobramento incorreto de proteínas e as implicações para as doenças"                                                                                                  |
| 2010 |        | Peter Knight                                 | Óptica quântica       | "por sua pesquisa pioneira e liderança internacional no campo da óptica quântica e ciência da informação quântica" |
| 2010 |        | Azim Surani                                  | Biologia              | "por suas contribuições essenciais para a compreensão do desenvolvimento dos primeiros mamíferos" |
| 2010 |        | Allen Hill                                   | Química               | "por seu trabalho pioneiro em eletroquímica de proteínas, que revolucionou o teste diagnóstico de glicose e muitos outros ensaios bioeletroquímicos" |
| 2011 |        | Steven Ley                                   | Química               | "por sua pesquisa pioneira em química orgânica e contribuições notáveis para a metodologia de síntese" |
| 2011 |        | Robin Holliday                               | Biologia              | "por suas descobertas altamente influentes da estrutura da 'junção de Holliday' na recombinação meiótica e a função da metilação do DNA em pares de bases CG"                                                                                           |
| 2011 |        | Gregory Winter                               | Biologia              | "por seu trabalho pioneiro em engenharia de proteínas e anticorpos monoclonais terapêuticos, e suas contribuições como inventor e empresário" |
| 2012 |        | Tom Kibble                                   | Física                | "por suas teorias de quebra de simetria na teoria quântica de campos, com diversas aplicações para massas de partículas elementares, formação de vórtices em Hélio 3 e formação de estruturas no universo inicial"                                      |
| 2012 |        | Kenneth Murray                               | Biologia              | "por suas contribuições cruciais ao desenvolvimento da engenharia genética, à biotecnologia e ao estudo dos vírus da hepatite" |
| 2012 |        | Andrew Bruce Holmes                          | Química               | "por suas contribuições notáveis à síntese química na interface entre materiais e biologia e pelo pioneirismo no campo de materiais eletrônicos orgânicos"                                                                                              |
| 2013 |        | Rodney Baxter                                | Física                | "por suas notáveis soluções exatas de modelos fundamentais em mecânica estatística" |
| 2013 |        | Walter Bodmer                                | Genética              | "por contribuições seminais para a genética populacional, mapeamento de genes e compreensão de doenças genéticas familiares" |
| 2013 |        | Peter Neil Temple Wells                      | Física médica         | "pelo pioneirismo na aplicação das ciências físicas e de engenharia ao desenvolvimento da ultrassonografia como ferramenta diagnóstica e cirúrgica que revolucionou a prática clínica"                                                                  |
| 2014 |        | Terence Tao                                  | Matemática            | "por suas muitas contribuições profundas e variadas para a matemática, incluindo análise harmônica, teoria dos números primos, equações diferenciais parciais, combinatória, ciência da computação, estatística, teoria da representação e muito mais"  |
| 2014 |        | Anthony Rex Hunter                           | Bioquímica            | "por sua descoberta da fosforilação da tirosina pela proteína quinase src que revolucionou nossa compreensão da transdução de sinal celular" |
| 2014 |        | Howard Morris                                | Biofísica             | "por seu trabalho pioneiro em espectrometria de massa biomolecular, incluindo estratégia e design de instrumentos, e por notável empreendedorismo em caracterização biofarmacêutica"                                                                    |
| 2015 |        | Jocelyn Bell Burnell                         | Astronomia            | "por sua contribuição fundamental na observação, análise e compreensão dos pulsares, uma das descobertas astronômicas mais importantes do século XX" |
| 2015 |        | Elizabeth Blackburn                          | Biologia              | "por seu trabalho na previsão e descoberta da telomerase e o papel dos telômeros na proteção e manutenção do genoma" |
| 2015 |        | Christopher Llewellyn Smith                  | Física                | "por suas principais contribuições para o desenvolvimento do Modelo Padrão, particularmente seu sucesso em defender a construção do LHC" |
| 2016 |        | John Meurig Thomas                           | Química               | "por seu trabalho pioneiro dentro da química catalítica, em particular em catalisadores heterogêneos de um único local, que tiveram um grande impacto na química verde, tecnologia limpa e sustentabilidade"                                            |
| 2016 |        | Elizabeth Robertson                          | Biologia              | "por seu trabalho inovador no campo da embriologia e desenvolvimento de camundongos, estabelecendo as vias envolvidas no planejamento corporal inicial do embrião de mamífero"                                                                          |
| 2016 |        | John Goodby                                  | Ciência dos materiais | "por seus principais avanços e descobertas de novas formas de matéria e materiais, em particular o desenvolvimento de cristais líquidos quirais" |
| 2017 |        | Paul Corkum                                  | Física                | "por suas principais contribuições à física do laser e ao desenvolvimento do campo da ciência da attossegundo" |
| 2017 |        | Peter Raymond Grant e Barbara Rosemary Grant | Biologia              | "por suas pesquisas sobre a ecologia e evolução dos tentilhões de Darwin nas Galápagos, demonstrando que a seleção natural ocorre com freqüência e que a evolução é rápida como resultado"                                                              |
| 2017 |        | Melvyn Greaves                               | Medicina              | "por sua pesquisa sobre antígenos de superfície de células normais e leucêmicas que definiram a linhagem celular de diferentes leucemias e levaram a procedimentos agora em uso clínico de rotina"                                                      |
| 2018 |        | Stephen Sparks                               | Geologia              | "por suas contribuições para a nossa compreensão dos vulcões, incluindo a avaliação de seus riscos e a mitigação de seus perigos" |
| 2018 |        | Lewis Wolpert                                | Biologia              | "por sua pesquisa sobre morfogênese e formação de padrões que levou ao conceito de informação posicional no desenvolvimento embrionário" |
| 2018 |        | Shankar Balasubramanian David Klenerman      | Medicina              | "por sua pesquisa sobre morfogênese e formação de padrões que levou ao conceito de informação posicional no desenvolvimento embrionário" |
| 2019 |        | Carol Robinson                               | Biologia              | "por seu trabalho pioneiro em biologia estrutural, melhorando a compreensão das proteínas, suas interações e regulação funcional" |
| 2019 |        | Michel Goedert                               | Biologia              | "por identificar e caracterizar a proteína tau montada e alfa-sinucleína e mostrar que elas formam as inclusões das doenças de Alzheimer e Parkinson"                                                                                                   |
| 2019 |        | Ann Dowling                                  | Física                | "por sua pesquisa líder na redução de combustão, ruído aerodinâmico e design de aeronaves, e seus serviços diferenciados em engenharia" |
| 2020 |        | Herbert Huppert                              | Geofísica             | "por sua pesquisa em mecânica dos fluidos. Como matemático aplicado, desenvolveu de forma consistente análises altamente originais dos principais processos naturais e industriais"                                                                     |
| 2020 |        | Caroline Dean                                | Biologia              | "por elucidar os mecanismos moleculares subjacentes ao tempo sazonal nas plantas, descobrindo assim os processos fundamentais do tempo de desenvolvimento da planta e a base epigenética da vernalização"                                               |
| 2020 |        | Ian Shanks                                   | Engenharia            | "por ampliar o conhecimento dos cristais líquidos e aplicá-los com sucesso para inventar novos LCDs. Desenvolveu tiras de teste comerciais para diabetes, que revolucionaram o controle e, portanto, a vida dos diabéticos em todo o mundo"             |
| 2021 |        | Colin Humphreys                              | Ciência dos materiais | "pela excelência em ciência básica e aplicada, colaboração universidade-indústria, desenvolvimento e transferência de tecnologia, liderança acadêmica, promoção da compreensão pública da ciência e assessoria científica para órgãos públicos"         |
| 2021 |        | Dennis Lo                                    | Biologia              | "pela descoberta de DNA fetal no plasma materno, desenvolvimento de testes pré-natais não invasivos e contribuições fundamentais para outros tipos de biópsias líquidas. Ele teve um grande impacto no diagnóstico pré-natal.                           |
| 2021 |        | Michael Green                                | Teoria das cordas     | "por contribuições cruciais e influentes para o desenvolvimento da teoria das cordas por um longo período, incluindo a descoberta do cancelamento de anomalias"                                                                                         |